# Kamtxatka

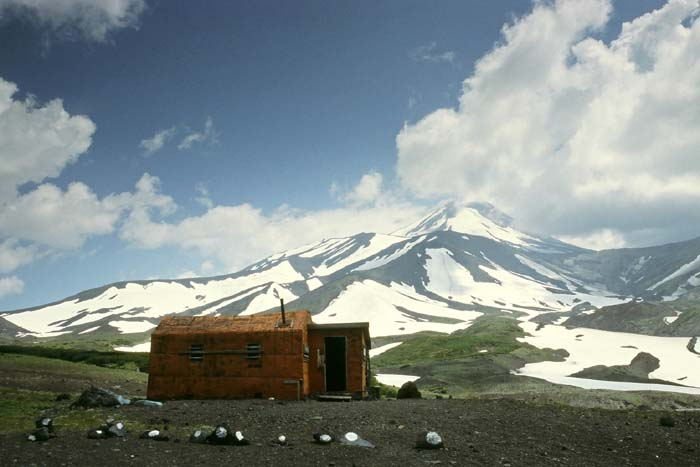
Kamtxatka és una territori ric en volcans. A la fotografia, el volcà d'Avatxinski amb un refugi a primer pla

La península de Kamtxatka (rus: Полуо́стров Камча́тка, poluóstrov Kamtxatka) és una península de 1.250 quilòmetres de llarg a l'Àsia, a l'extrem orient de Rússia, amb una àrea de 472.300 km². Està banyada per l'oceà Pacífic a l'est i per la mar d'Okhotsk a l'oest. La fossa de les Kurils, amb una profunditat de 10.500 m, ressegueix la costa del Pacífic de la península, i continua en direcció sud, vorejant les Illes Kurils.
La península de Kamtxatka ocupa la major part del subjecte federal de Rússia anomenat Krai de Kamtxatka, resultat de la fusió el 2007 de l'óblast de Kamtxatka amb el districte autònom dels Koriaks. El Krai de Kamtxatka també inclou una part del continent limítrof, així com les Illes Komandorski i l'illa Karaguinski. La majoria dels 402.500 habitants són russos, i la població ètnica o minoria més important són els koriaks, amb una població d'uns 13.000 habitants. El punt més alt és el Kliutxevskaia Sopka (4.750 m).

## Clima de Kamtxatka

Territori de Kamtxatka a Rússia

Kamtxatka rep fins a 272 centímetres de precipitació atmosfèrica l'any. Els estius són moderadament frescos, i els hiverns tendeixen a ser força tempestuosos.
Encara que Kamtxatka es troba en latituds semblants a Gran Bretanya, els vents àrtics freds de Sibèria combinats amb el fred corrent d'Oiashio mantenen la península coberta de neu d'octubre a maig. Sota la classificació de Köppen, Kamtxatka generalment té un clima subàrtic (Dfc), però les zones més altes i més septentrionals tenen un clima polar (ET). Kamtxatka és molt més humit i més suau que l'est de Sibèria, i és essencialment de transició del clima hipercontinental de Sibèria i del nord-est de la Xina al clima oceànic subpolar.
Tanmateix, hi ha una considerable variació entre la costa i la vall interior més seca i més continental. A la península de Kronotski, on les influències marítimes són més pronunciades, les precipitacions anuals poden arribar fins a 2.500 mil·límetres, mentre que la costa sud-est del sud de Petropavlovsk-Kamtxatski generalment rep al voltant de 1.166 mil·límetres. A Petropavlovsk-Kamtxatski les temperatures aquí són molt suaus, amb una màxima d'estiu al voltant de 16 °C i mínimes d'hivern a –8 °C, mentre que els rangs diürns de temperatura rares vegades superen els 5˚C a causa de la persistent boira en les parts exposades de la costa. Al sud de 57˚N no hi ha cap permafrost a causa dels hiverns relativament suaus i la gruixuda coberta de neu, mentre que el permafrost discontinu preval al nord. La plana costanera de l'oest té un clima més fred i sec, amb precipitacions que oscil·len entre els 880 mil·límetres del sud i els 430 mil·límetres al nord, on les temperatures hivernals resulten molt més fredes, a –20 °C.

## Geografia dominada pels volcans

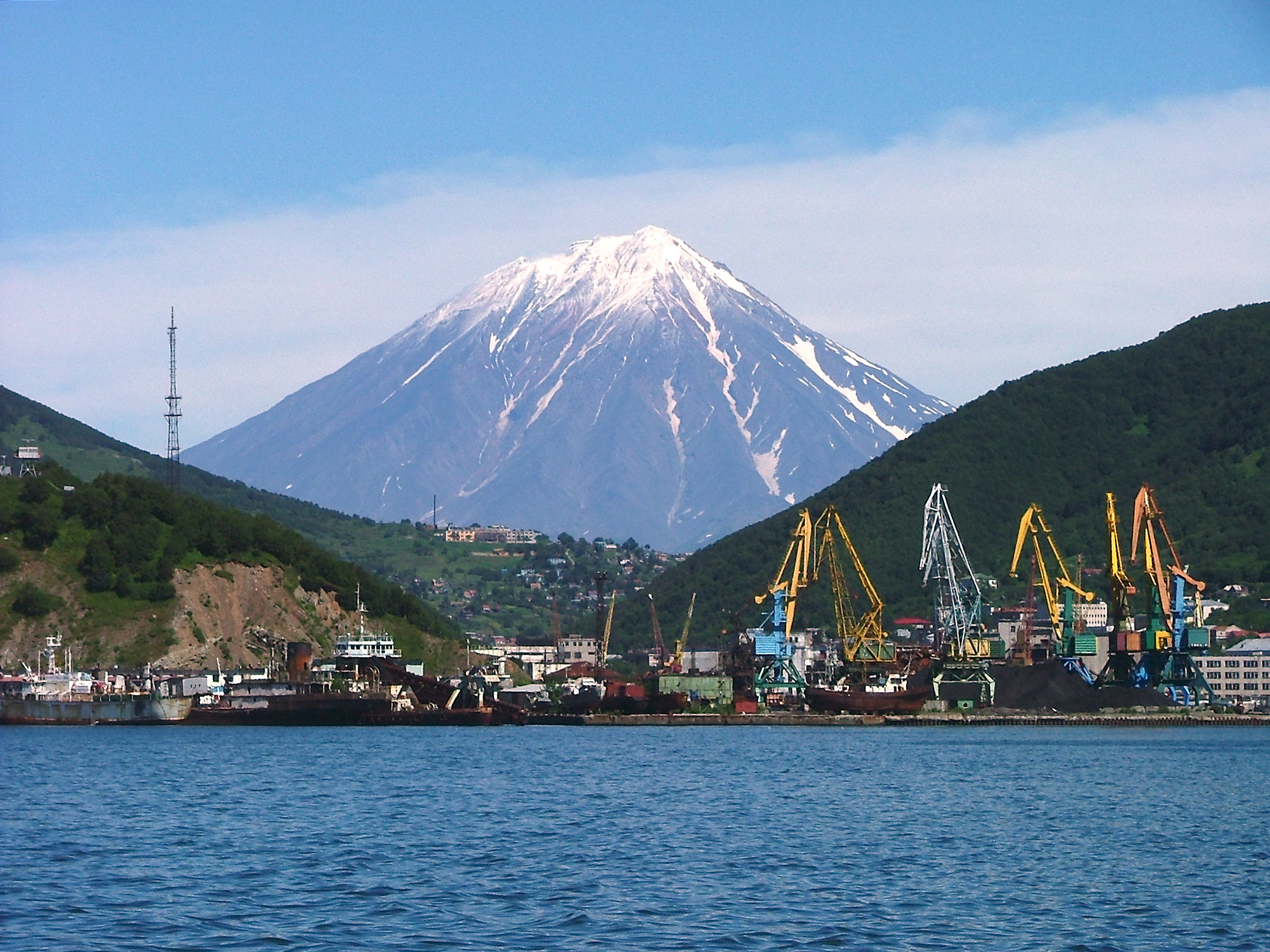
El volcà Koriakski s'aixeca sobre Petropavlovsk-Kamtxatski. És un dels volcans declarat Patrimoni de la Humanitat per la UNESCO

Topografia de la península de Kamtxatka

Políticament, la península forma part del krai de Kamtxatka. L'extrem sud s'anomena cap Lopatka. La badia circular al nord d'aquesta al costat del Pacífic és la Badia d'Avatxa, on és la capital, Petropàvlovsk-Kamtxatski. Cap al nord pel costat del Pacífic, les quatre penínsules s'anomenen Shipunski Point, Kronotski Point, Kamchatski Point i Ozernoy Point. Al nord de la punta d'Ozernoi hi ha el gran golf de Karaguinski, que inclou l'illa Karaginsky. Al nord-est d'aquest (fora del mapa mostrat) es troba la badia de Korfa amb la ciutat de Tilítxiki. Al costat oposat hi ha el golf de Xélikhov.
La serralada de Kamtxatka o Central (Sredinny) forma la columna vertebral de la península. Al llarg de la costa sud-est corre la serralada oriental (Vostotxni). Entre aquests es troba la vall central. El riu Kamtxatka neix al nord-oest d’Avatxinski i flueix cap al nord per la vall central, girant cap a l'est prop de Kliitxí per entrar al Pacífic al sud de Kamtxatski Point a Ust-Kamtxatsk.El riu Kamtxatka i la vall Central per on passa estan flanquejats per llargues serralades volcàniques, que contenen uns 160 volcans, 29 d'ells encara actius. D'aquesta manera, la península té probablement la densitat més alta de volcans i de fenòmens volcànics del món, amb 19 volcans actius i dos camps de guèisers declarats Patrimoni de la Humanitat per la UNESCO sota el nom de Volcans de Kamtxatka.
El volcà més alt és el Kliutxévskaia sopka (4.750 m), mentre que el més impressionant és el Kronotski: pel seu con perfecte, els prestigiosos vulcanòlegs Robert i Barbara Decker consideren que és un dels volcans més bonics del món. De certa forma, són més accessibles els tres volcans visibles des de Petropàvlovsk-Kamtxatski: Koriakski, Avatxinski (en rus: Авачинский, també conegut com a Авачинская сопка o Авача, Avatxinskàia sopka o Avatxa), i Kozelski.
Al centre de Kamtxatka hi ha dos dels únics camps de guèisers de l'Euràsia continental (i per tant, sense incloure els guèisers d'Islàndia). Un es diu la vall dels Guèisers, i l'altre la Petita vall dels Guèisers. Malauradament, una esllavissada de terra el 2007 en va cobrir la meitat dels guèisers de la vall Major. Tot i així, encara en queden com a mínim uns 10.
Al segle xix, un camí conduïa cap a l'oest des de prop de Klitxí per les muntanyes fins al riu Tegil i la ciutat, que era el principal lloc comercial de la costa oest. Al nord de Tegil es troba Koriàkia. Al sud del Tegil hi ha el riu Itxa. Just al sud de la capçalera del Kamtxatka, el riu Bistraya es corba cap al sud-oest per entrar al mar d'Okhotsk a Bolsheretsk, que antigament va servir com a port que connectava la península amb Okhotsk. Al sud de la Bistraya flueix el riu Golygina.
Petropavlovsk-Kamtxatski i els assentaments de la part central de la península estan connectats per carretera que condueix a Ust-Kamtxatsk. El camí és asfaltat a la seva part sud i prop d'habitacions, però canvia a grava a la meitat del nord. Una altra carretera connecta la capital local amb Bolxeretsk. El servei d'autobús està disponible a les dues carreteres. La majoria de les altres carreteres són camins de terra o de grava, que requereixen vehicles tot terreny. Hi ha transport semiregular de passatgers amb aeronaus.

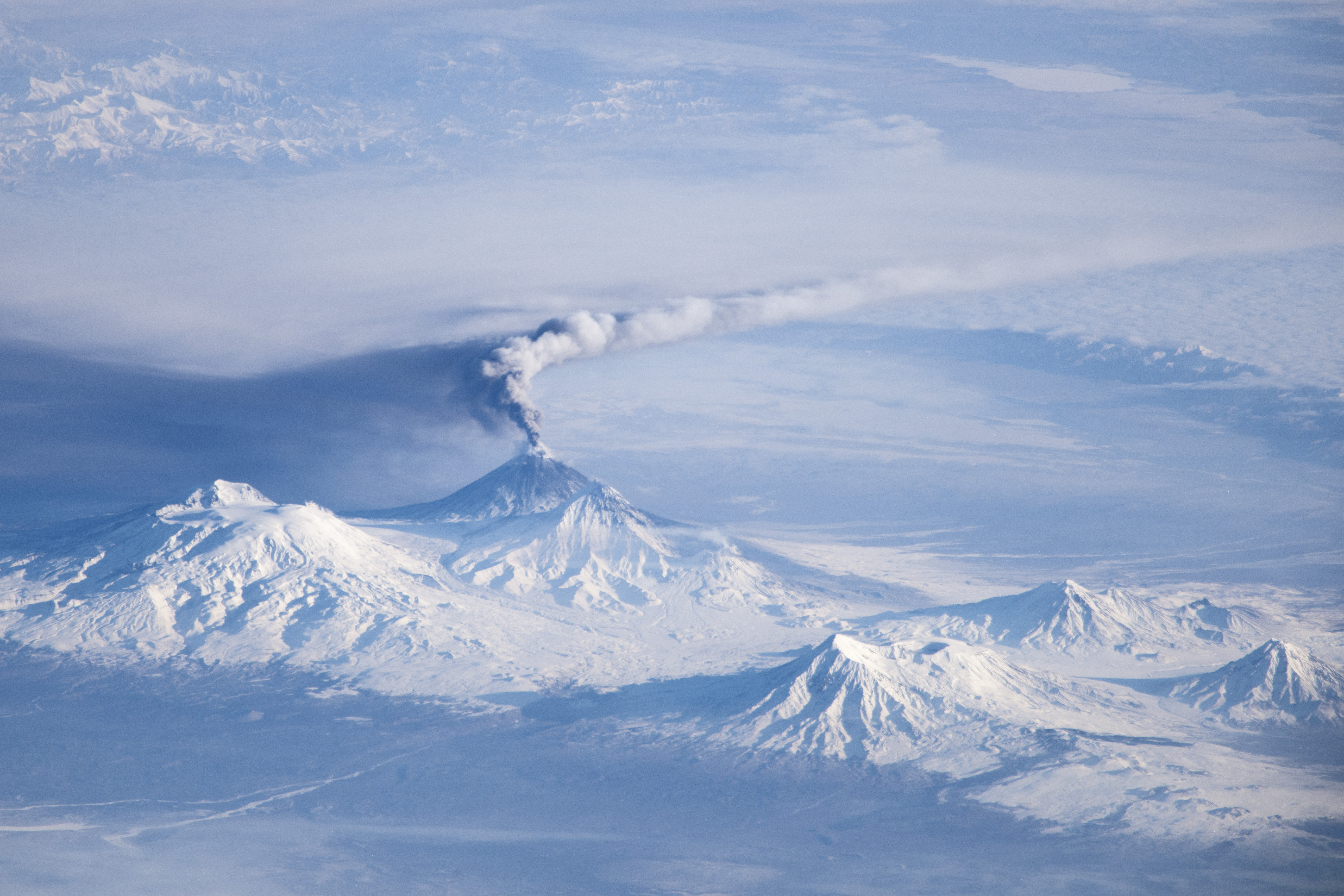
L'erupció del Kliutxévskaia sopka

L'àrea circular evident a la vall central és la Kliutxévskaia sopka, un grup volcànic aïllat al sud-est de la corba del riu Kamtxatka. A l'oest de Kronotsky Point hi ha la Reserva de la Biosfera de Kronotski amb la Vall dels Guèisers. A l'extrem sud hi ha el Refugi de Vida Silvestre de Kamtxatka del Sud amb el Llac de Kuril. Hi ha diverses altres àrees protegides a la península.

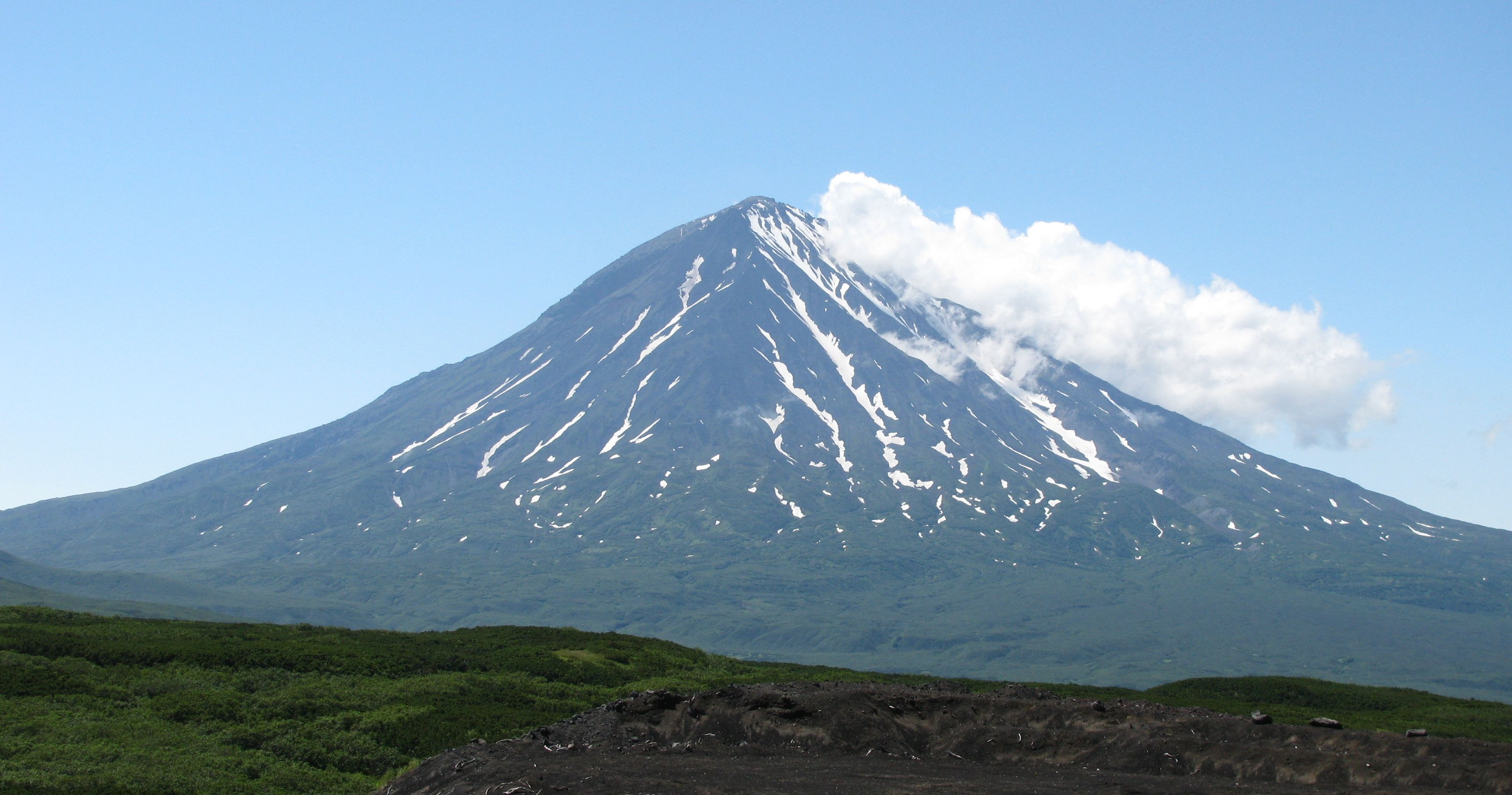
Volcà Opalaa la part sud de Kamtxatka.
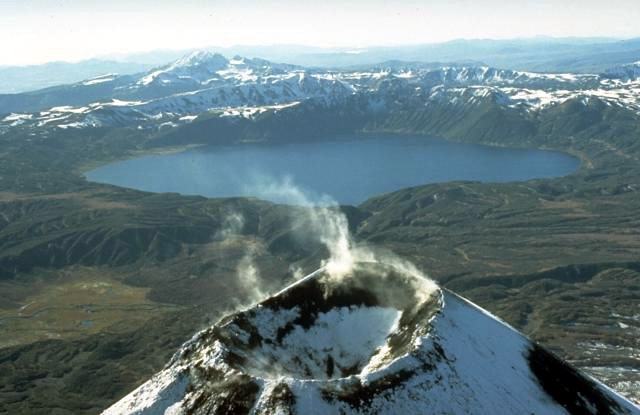
La caldera plena de llacs, vista aquí des del nord amb el volcàKarymskyen primer pla.
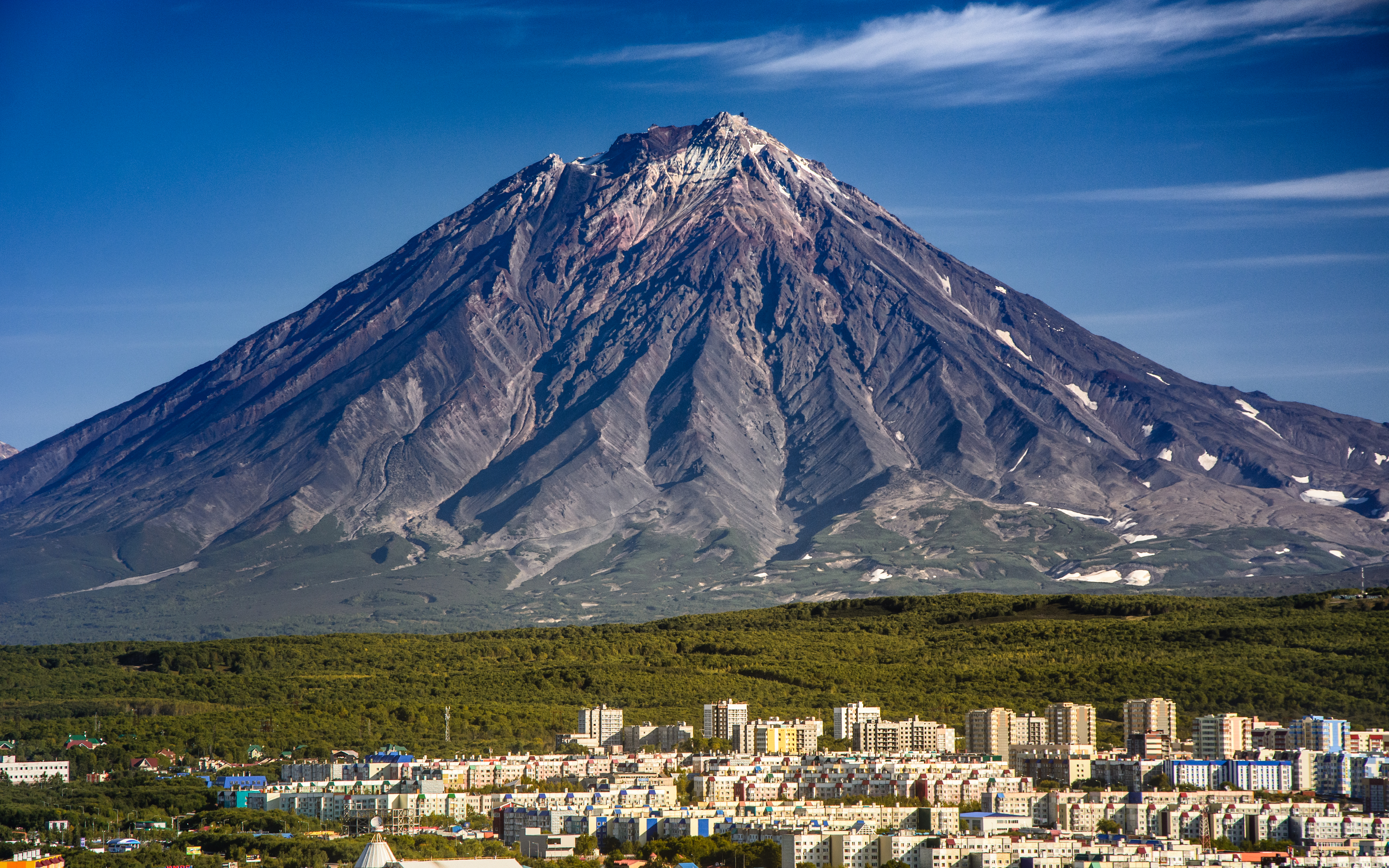
El volcàKoriakskis'alça sobrePetropàvlovsk-Kamtxatski
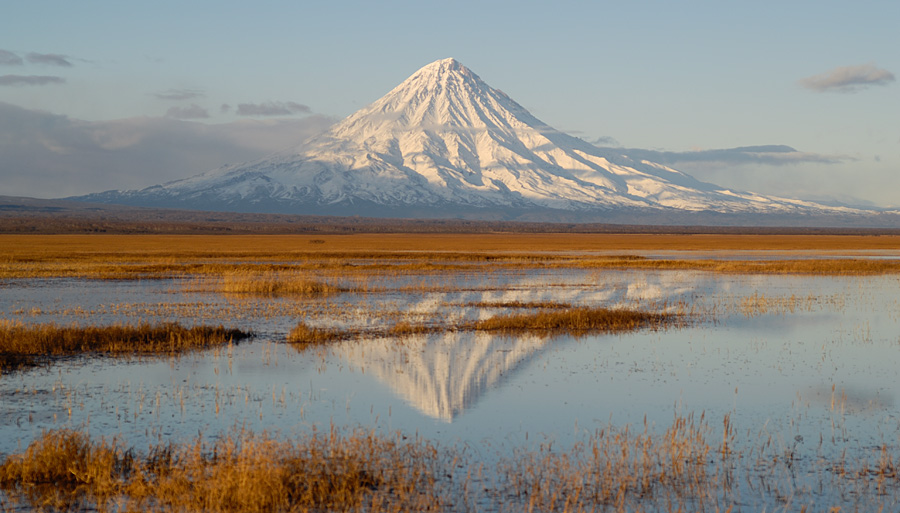
Un dels volcans més elegants de Kamtxatka:Kronotsky

## Història i exploració

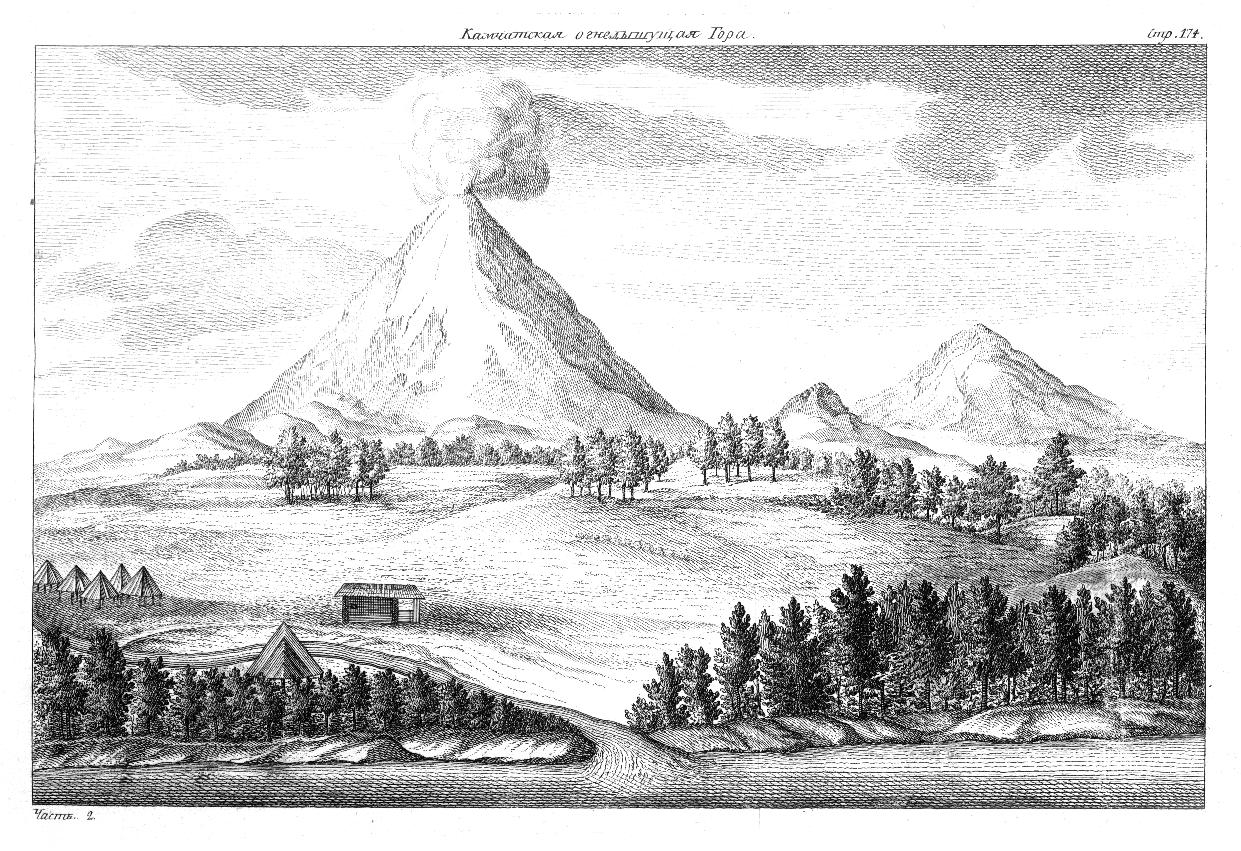
Il·lustració del relat de Stepan Krasheninnikov sobre la terra de Kamtxatka (1755)

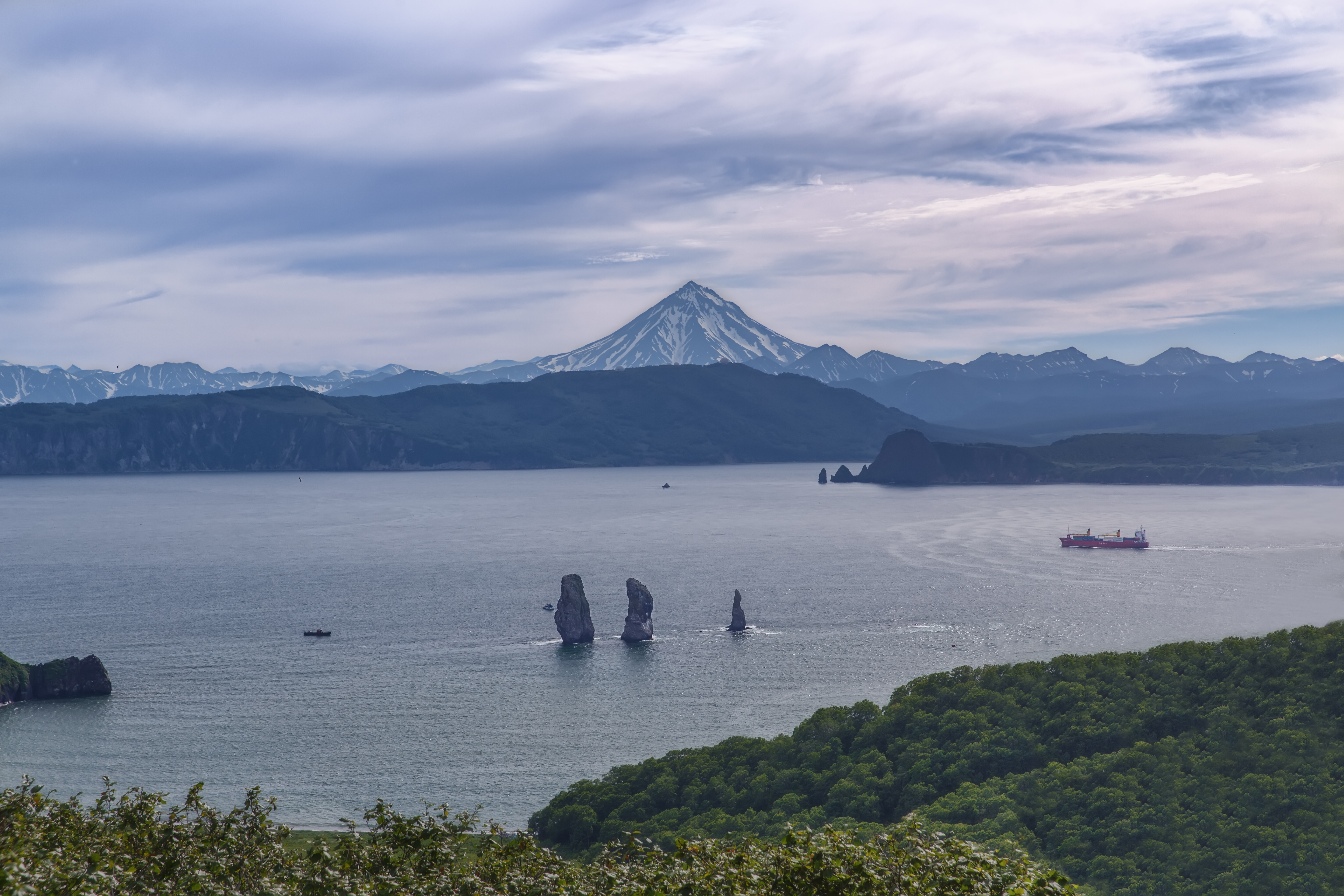
Roques de Three Brothers a la badia d'Avacha

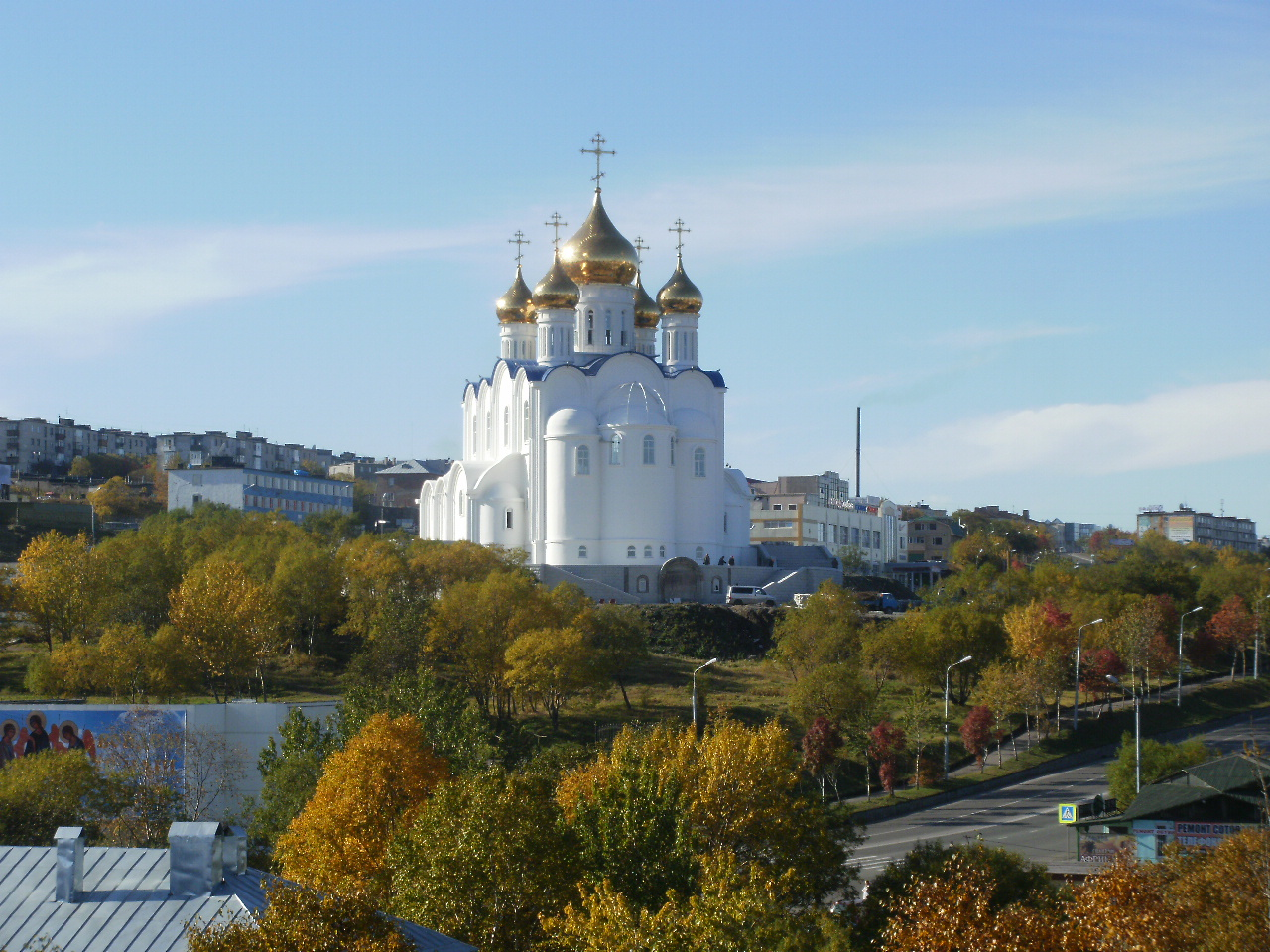
Catedral de la Santíssima Trinitat a Petropàvlovsk-Kamtxatski

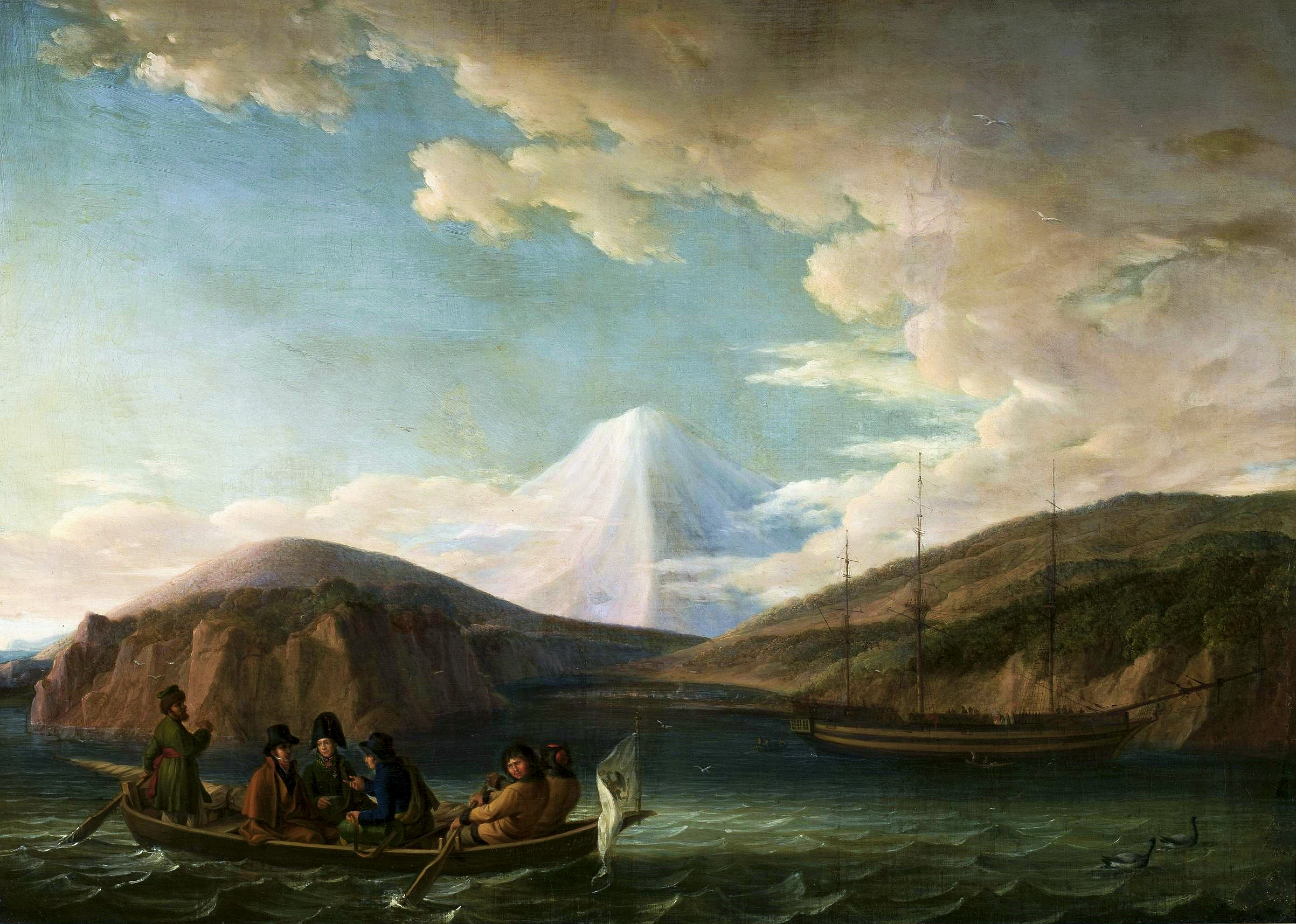
Adam Johann von Krusenstern a la Badia d'Avatxa de Friedrich Georg Weitsch, c. 1806, Museu Nacional de Varsòvia

Abans del descobriment rus, la península estava habitada per diversos pobles Txukotko-Kamtxatkans (concretament els Itelmen, Koriaks i Alyutor). L'extrem sud de la península també era l'extensió més septentrional de l'assentament ainu.
Quan l'explorador rus Ivan Moskvitin va arribar al mar d'Okhotsk el 1639, l'exploració es va veure obstaculitzada per la manca d'habilitats i equipament per construir vaixells marítims i per les dures terres del nord-est habitades pel poble guerrer dels Koriaks. En conseqüència, els russos van entrar a Kamtxatka des del nord. El 1651, després d'haver col·laborat en la fundació de l'Ostrog d'Anadyrsk, l'explorador Mikhail Stadukhin es va dirigir al sud i va seguir la costa del mar d'Okhotsk des de la badia de Penzhina fins a Okhotsk. Des de l'any 1667 hi va haver informes d'un riu Kamtxatka al sud. Temps abans del 1700 un grup de russos es va quedar encallat i va morir a Kamtxatka.
El 1695 l'explorador Vladimir Atlasov es va convertir en comandant d'Anadyrsk. El 1696 va enviar el cosac Luka Morozko al sud. Morozko va arribar fins al riu Tigil i va tornar amb informes i alguns escrits misteriosos, probablement japonesos. El 1697-1699 Atlasov va explorar gairebé tota la península. Va construir un ostrog a Verkhny-Kamtxatsk, va rescatar o capturar un nàufrag japonès i va anar a Moscou per informar. El 1699 els russos a Verkhny-Kamtxatsk van ser assassinats mentre tornaven a Anadyrsk pels koriacs. El 1700 una expedició punitiva va destruir un poble de Koryak i va fundar Nizhne-Kamtxatsk a la part baixa del riu. Bolskeretsk es va fundar el 1703. A partir del 1705 aproximadament hi va haver una ruptura d'ordre. Hi va haver nombrosos amotinaments i guerres natives a tota la península i al nord del país Koryak del riu Penzhina i el golf d'Olyutor. Es van enviar diverses persones per restablir l'ordre, inclòs Atlasov, que va ser assassinat el 1711. Vasili Merlí va restaurar cert grau d'ordre entre 1733 i 1739. No hi va haver resistència significativa després de 1756. Una gran epidèmia de verola que va afectar el 1768–1769 va delmar ràpidament la població nativa; els aproximadament 2.500 Itelmens presents el 1773 es van reduir a 1.900 el 1820, d'una població original de 12.000 a 25.000. Els que van sobreviure van adoptar els costums russos, i hi va haver una gran quantitat de matrimonis mixts, de manera que Kamchadal (el nom rus original dels Itelmens) va arribar a significar qualsevol rus o part rus nascut a la península.
El 1713 Pere el Gran va enviar constructors navals a Okhotsk. Es va construir un vaixell de cinquanta-quatre peus i va navegar cap al riu Tegil el juny de 1716. Aquest viatge d'una setmana, més tard redirigit a Okhotsk-Bolseretsk, es va convertir en la ruta estàndard a Kamtxatka. L'any 1720 Ivan Yevreinov va cartografiar Kamtxatka i els Kurils. L'explorador danès Vitus Bering va deixar Nezhe-Kamtxatsk per al seu primer viatge el 1728 i, com a part del seu segon viatge, va fundar Petropàvlovsk-Kamtxatski el 1740.
La Segona expedició de Kamtxatka de Vitus Bering (ca 1733–1743), al servei de l’armada russa, va començar l'obertura final de Kamtxatka, ajudat pel fet que el govern va començar a utilitzar la zona per exiliar gent, el famós noble hongarès i explorador el comte de Beniovski el 1770. El 1755 Stepan Krasheninnikov va publicar la primera descripció detallada de la península, An Account of the Land of Kamtxatka. El govern rus va encoratjar les activitats comercials de la Companyia Russo-Americana concedint terres als nouvinguts a la península. El 1812 la població indígena havia caigut a menys de 3.200, mentre que la població russa havia augmentat a 2.500 persones.
El 1854 , francesos i britànics, que lluitaven contra les forces russes durant la Guerra de Crimea, van atacar Petropàvlovsk-Kamtxatski. Durant el Setge de Petropàvlovsk, 988 homes amb només 68 canons van aconseguir defensar el lloc avançat contra 6 vaixells amb 206 canons i 2.540 soldats francesos i britànics. Malgrat l'èxit de la defensa, els russos van abandonar Petropàvlovsk com a responsabilitat estratègica després que les forces franceses i britàniques es retiressin. L'any següent, quan una segona força enemiga va venir a atacar el port, el van trobar desert. Frustrats, els vaixells van bombardejar la ciutat i es van retirar.
El 24 de maig de 1861, el vaixell Polar Star (475 tones), de New Bedford, va naufragar a la costa oest de Kamtxatka durant una densa boira i Temporal. L'oficial en cap i la tripulació d'un vaixell van morir mentre intentaven arribar a la costa. La resta de la tripulació van ser salvats pel vaixell Alice, de Cold Spring, i el vaixell Oliver Crocker, també de New Bedford.
El 21 de maig de 1865, la guerra Civil dels Estats Units va arribar a la zona: el vaixell de vapor de la Marina dels Estats Confederats Shenandoah va navegar per l'extrem sud de la península de Kamtxatka en el seu camí per caçar els vaixells baleners dels Estats Units al mar d'Okhotsk. El CSS Shenandoah pretenia destruir la navegació mercant de la Unió i, per tant, portar els vaixells de la Marina dels Estats Units a la seva persecució, afluixant així el bloqueig de la Marina dels Estats Units a les costes confederades. El vaixell va passar gairebé tres setmanes al mar, destruint només un vaixell a causa del perillós gel, abans de passar al Pacífic Nord, on pràcticament va capturar o unir 24 baleners, enfonsant la majoria d'ells.
Els següents cinquanta anys van ser pocs per a Kamtxatka. El port naval es va traslladar a Ust-Amur, i el 1867 Rússia va vendre Alaska als Estats Units, la qual cosa va fer que Petropàvlovsk fos obsolet com a punt de trànsit per als comerciants i exploradors en el seu camí cap als territoris americans. El 1860 es va establir una regió de Primorsky (marítima) i Kamtxatka es va posar sota la seva jurisdicció. El 1875 Rússia va cedir les illes Kurils al Japó a canvi de la sobirania russa sobre l'illa de Sakhalín. La població russa de Kamtxatka es va mantenir al voltant de 2.500 fins al tombant de segle, mentre que la població autòctona va augmentar fins a 5.000. Durant el segle xix va continuar l'exploració científica de la península. Karl von Ditmar va fer un important viatge a la península el 1851–1854.
El 1920, el líder rus Vladímir Lenin va oferir un contracte d'arrendament de la península per 60 anys als Estats Units.
La Segona Guerra Mundial (1939-1945) gairebé no va afectar Kamtxatka, excepte pel seu paper com a lloc de llançament de la invasió de Manxúria l'agost de 1945. Després de la guerra, les autoritats soviètiques van declarar Kamtxatka zona militar: va romandre tancada als ciutadans soviètics fins al 1989 i als estrangers fins al 1990.
De 1946 a 1949, uns 50.000 nord-coreans van anar a Kamtxatka com a treballadors contractats. Diversos milers es van negar a repatriar-se després de la finalització del seu contracte, la qual cosa ha portat a una comunitat d'uns 1.800 el 2020.
La badia d'Avatxa ha estat l'escenari de la mort massiva d'organismes marins bentònics entre setembre i octubre de 2020.

## Fauna terrestre i aquàtica

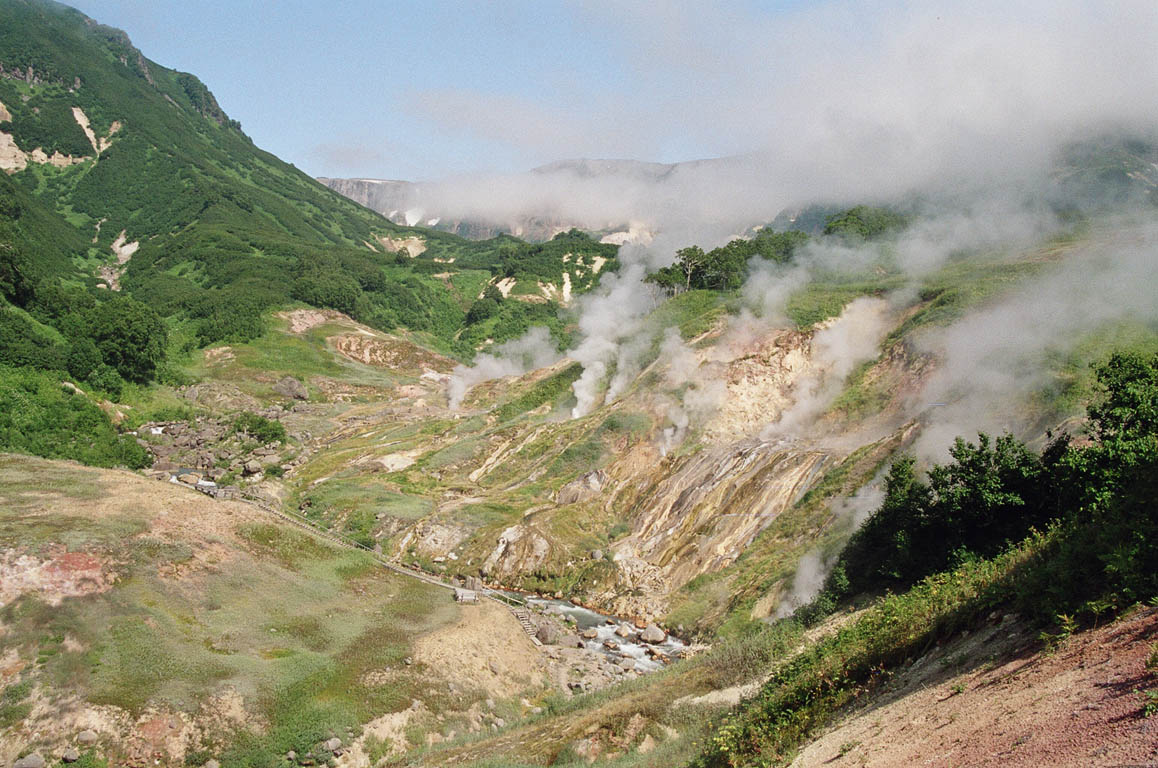
La vall dels Guèisers, un dels únics camps de guèisers de Kamtxatka i de tot Euràsia, i Patrimoni de la Humanitat (UNESCO)

Kamtxatka conté una diversa i abundant vida salvatge. Això és degut al clima que va des de temperat fins a subàrtic, una topografia i geografia, molts rius, la proximitat a moltes aigües des del nord-oest amb l'oceà Pacífic, el mar de Bering i el mar d'Okhotsk, i a la baixa densitat humana amb un desenvolupament mínim. De tota manera, l'explotació comercial dels recursos marins i la caça furtiva està amenaçant diverses espècies.
Quant a mamífers terrestres, Kamtxatka és coneguda per la seva abundància i gran nombre de poblacions d'os bru. A la reserva natural del Kronotski hi ha una població estimada de 300-400 ossos per cada milió d'hectàrees. Altra fauna destacada inclou carnívors, com ara el llop, la guineu àrtica i altres espècies de guineu, el linx, el golut, la marta gibelina, diverses espècies de mostela, l'ermini i la llúdria. També es troben una varietat de grans ungulats, com ara el mufló de les muntanyes Rocoses, el ren i l'ant, i de rosegadors i lepòrids, com ara la llebre, la marmota, els lèmming i diverses espècies d'esquirol.
La península és una zona de cria del pigarg gegant (Haliaeetus pelagicus), l'aguila que té el pes mitjà major del món, així com l'àguila daurada o àguila reial (Aquila chrysaetos) i el grifó (Falco rusticolus).
Kamtxatka possiblement conté la major diversitat de peixos salmònids al món, incloent-hi sis de les espècies de salmó del pacífic (l'Oncorhynchus tshawytscha, el salmó keta, el salmó platejat, l'Oncorhynchus masou, el salmó rosat del Pacífic, i el salmó vermell). S'estima que una quarta part dels salmons del Pacífic del món s'originen a Kamtxatka. El llac de Kuril és conegut com una de les zones de cria del salmó vermell més importants d'Euràsia. En resposta a la pressió de la pesca il·legal i el descens mundial de les reserves de salmó, uns 24.000 km quadrats de Sibèria, al llarg de nou dels rius més productius pel salmó, estan en procés de ser declarats reserves naturals.
Els cetacis que freqüenten les aigües del Pacífic nord-oest i el mar d'Okhotsk inclouen: l'orca, la marsopa de Dall i la marsopa comuna, la iubarta, el catxalot i el rorqual comú. Menys freqüentment, també s'hi troba la balena grisa (de la població oriental), l'Eubalaena japonica, en perill d'extinció, la balena de Groenlàndia, diferents zífids i el rorqual d'aleta blanca. El rorqual blau s'hi troba a la part sud-est l'estiu. Entre els pinnípedes, el lleó marí de Steller, l'os marí septentrional, la foca tacada i la foca comuna són abundants al llarg de la península. Més al nord, a la banda del Pacífic, es pot trobar la morsa, la foca barbuda, i la foca de bandes, que es reprodueix sobre el gel de la badia de Karaguinski. Les llúdries marines es concentren principalment a la part sud de la península.
Els ocells marins inclouen el fulmar (Fulmarus glacialis), el somorgollaire (Uria aalge), el somorgollaire de Brünnich (Uria lomvia), la gavineta (Rissa tridactyla), el fraret corniculat (Fratercula corniculata), el fraret crestat (Fratercula cirrhata), el corb marí pelàgic (Phalacrocorax pelagicus), el corb marí de cara vermella (Phalacrocorax urile) i altres corbs marins, entre moltes altres espècies.
Com és típic als oceans del nord, la fauna marina és molt rica. Amb importància comercial, hi ha el cranc de Kamtxatka (Paralithodes camtschaticus), la vieira o petxina de peregrí, el calamar (Loligo vulgaris), l'abadejo (Pollachius pollachius) o el peix carboner d'Alaska (Theragra chalcogramma), el bacallà (Gadus morhua), l'areng del Pacífic (Clupea pallasii), halibut (Hippoglossus hippoglossus) i diverses espècies de pleuronectiformes o peixos plans.